# Przecław (Kołbaskowo)

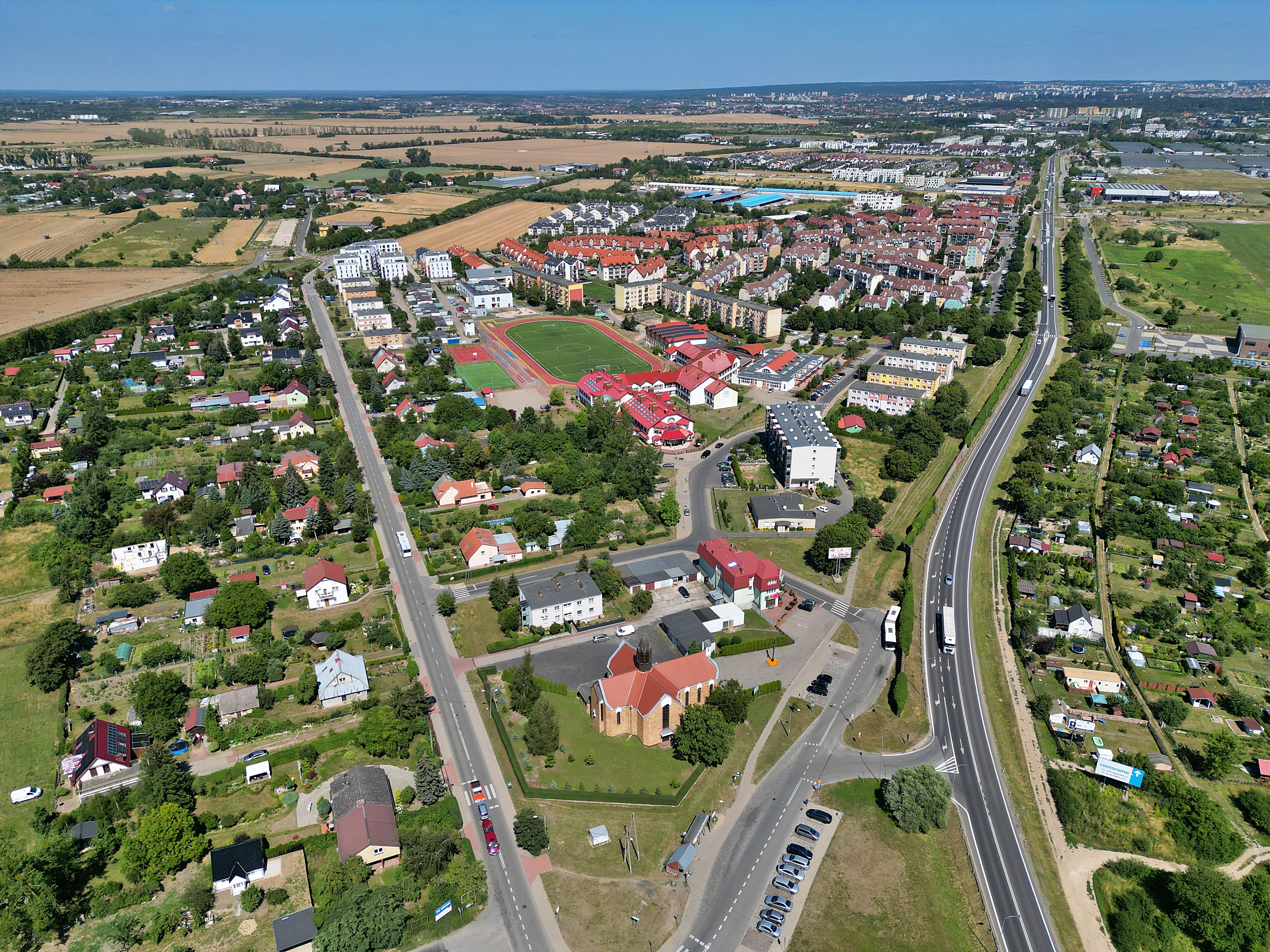
Dorfpanorama

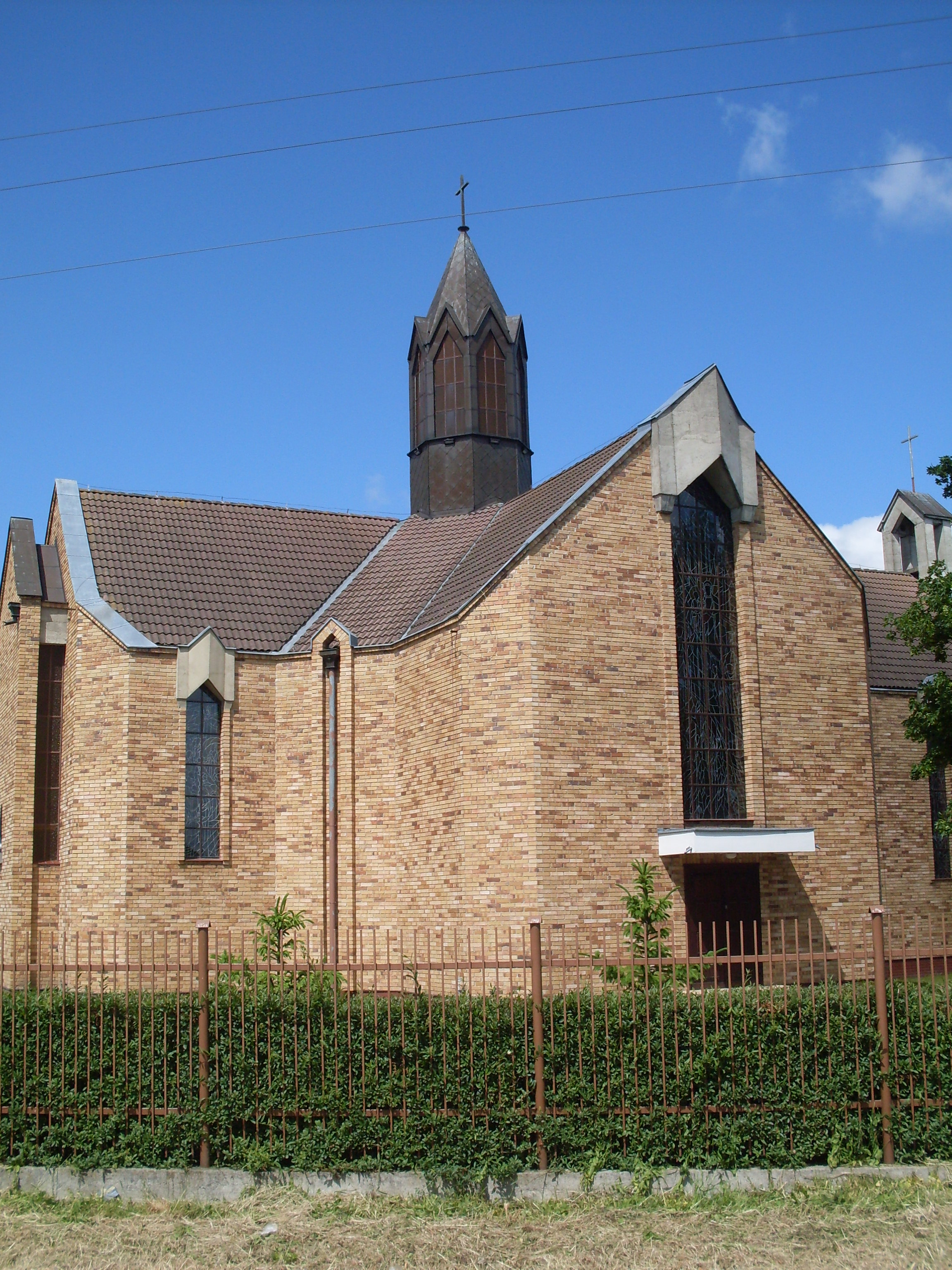
Dorfkirche, bis 1945 Gotteshaus der evangelischen Gemeinde Pritzow

Przecław (deutsch Pritzlow) ist ein Dorf in der polnischen Woiwodschaft Westpommern. Das Dorf bildet einen Teil der Gmina Kołbaskowo (Landgemeinde Kolbitzow) im Powiat Policki (Pölitzer Kreis).

## Geographische Lage
Das Dorf liegt in Vorpommern, etwa acht Kilometer südwestlich von Stettin (Szczecin) und etwa 21 Kilometer südlich von Police (Pölitz).

## Geschichte
Das Lehen kam 1772 durch Erbschaft an den Domänenrat David Christian Krause. Dessen Söhne Georg Karl Wilhelm und Bernd Bogislaw Wilhelm wurden am 19. Januar 1787 in den Adelsstand erhoben. Der Besitz blieb dann bei der Familie Krause,  mit kurzer Unterbrechung 1841, bis zu Karl Ferdinand Bogislaw von Krause, der am  1. Januar 1856 in Pitzlow verstarb und sein Gut Pitzlow mit allem Zubehör seinem Neffen, dem Kreisgerichtsrat Ewald Viktor Moritz Kolbe, testamentarisch vermachte.
Im Jahr 1945 gehörte Pritzlow zum Landkreis Randow im Regierungsbezirk Stettin der preußischen Provinz Pommern des Deutschen Reichs. Die Ortschaft war dem Amtsbezirk Zahden zugeordnet. 
Gegen Ende des Zweiten Weltkriegs wurde die Region von der Roten Armee besetzt. Nach Kriegsende  wurde Pritzlow mit ganz Hinterpommern  – militärische Sperrgebiete ausgenommen – seitens der sowjetischen Besatzungsmacht der Volksrepublik Polen zur Verwaltung unterstellt. Es begann danach schon die vereinzelte Zuwanderung erster Polen. Das Dorf wurde in „“  umbenannt. In der Folgezeit wurde die einheimische Bevölkerung von der polnischen Administration aus der Region vertrieben.

## Verkehr
Durch den Ort verläuft die Landesstraße DK 13, welche im Norden Anschluss nach Stettin und im Süden bei Kołbaskowo Anschluss an die Autobahn A 6 (Europastraße 28) nach Deutschland und Hinterpommern bietet. Westlich verläuft die Bahnstrecke Berlin–Szczecin.

## Söhne und Töchter des Orts
- Karl Georg Wilhelm von Krause (1761–1832), pommerscher Gutsbesitzer, preußischer Politiker und Landrat des Kreises Randow